# Filippo Zamboni
Filippo Zamboni (Trieste, 21 ottobre 1826 – Vienna, 30 maggio 1910) è stato un poeta e scrittore italiano.

## Biografia

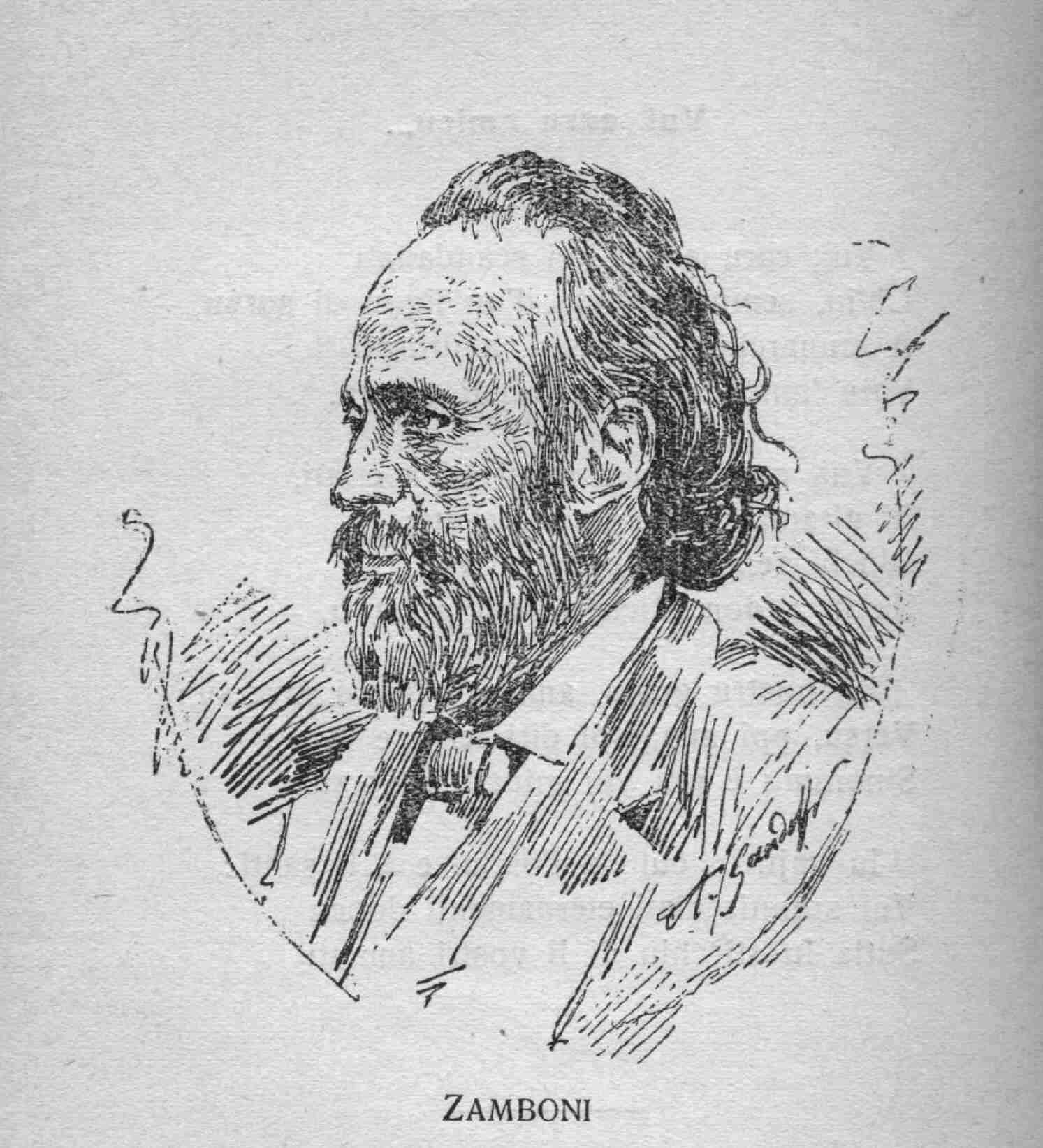
Zamboni in un disegno di Antonino Gandolfo

La bandiera del Battaglione universitario romano

Capitano del Battaglione universitario romano, partecipò con Giovanni Veneziani e Francesco Dall'Ongaro alla difesa della Repubblica romana del 1849, della quale scrisse i Ricordi, pubblicati postumi nel 1926.
Autore di drammi e poemi, professore di letteratura italiana e studioso di Dante, insegnò agli studenti italiani dell'Accademia di Vienna. Appassionato viaggiatore, visitò l'Europa, l'Asia e l'Africa. S'interessò anche all'ipnotismo e allo spiritismo.
Uomo caratterialmente forte e di fede mazziniana, non volle mai rinnegare la sua convinzione politica repubblicana, che lo portò a rimanere inflessibile a qualsiasi atto di devozione alla monarchia, subendo di conseguenza, anche come letterato e scrittore, un ostracismo che gli amareggiò l'esistenza. Il 15 settembre 1876, con una cerimonia in Campidoglio, alla presenza del sindaco Pietro Venturi, donò al Comune di Roma la bandiera del Battaglione universitario da lui conservata dopo la caduta della Repubblica nel 1849.
A Zamboni è stato dedicato un busto commemorativo sul Gianicolo.

## Opere
- Il De profundis del generale Zamboni, [S.l., s.n., dopo il 1849].
- Antologia italiana ordinata per secoli, con note in lingua tedesca, Vienna, R. Lechner, 1861.
- Bianca della Porta. Tragedia con note storiche, Firenze, G. Molini, 1862.
- Gli Ezzelini, Dante e gli schiavi. Pensieri storici e letterari con documenti inediti, Firenze, G. Molini, 1864.
- Roma nel Mille. Poema drammatico, Firenze, Le Monnier, 1875.
- Discorso di Filippo Zamboni capitano del battaglione universitario mobilizzato (1848-49) dopo che il di 15 settembre ebbe consegnata in Campidoglio al Comune di Roma l'antica bandiera del suo battaglione, Bologna, Società tipografica dei Compositori, 1877.
- Ai superstiti del battaglione universitario romano mobilizzato detto dei tiraglioni del 1848-1849, Firenze, Tip. di Salvatore Landi, [dopo il 1879].
- Sotto i Flavi. Poema drammatico in nove parti, Firenze, Tip. dell'arte della stampa, 1885.
- Di antichità e belle arti. Scritti, Firenze, Tip. di Salvatore Landi, 1889.
- Cristoforo Colombo nella storia dell'umanità e delle leggi universali, E. Sambo e C., [1894?].
- Dal Carso a Trieste, [S. l., s. n., 19..?].
- Il fonografo e le stelle e la visione del Paradiso di Dante. Sogni d'un poeta triestino, Firenze, Tip. di Salvatore Landi, 1900.
- Il bacio nella Luna ; Pandemonio ; Ricordi e bizzarrie, a cura della vedova Emilia Zamboni, con avvertenza di Elda Gianelli, Firenze, Tip. di Salvatore Landi, 1911.
- Ricordi del battaglione universitario romano (1848-1849), per cura di Emilia Zamboni, prefazione di Ferdinando Pasini Trieste, Parnaso, 1926.